# Eratoena moolenbeeki
Eratoena moolenbeeki is een slakkensoort uit de familie van de Eratoidae. De wetenschappelijke naam van de soort is voor het eerst geldig gepubliceerd in 2018 door Fehse.